# Burhanpur
Burhanpur (en hindi: बुढ़हानपुर ) es una localidad de la India, centro administrativo del distrito de Burhanpur en el estado de Madhya Pradesh.

## Geografía
Se encuentra a una altitud de 249 m s. n. m. a 346 km de la capital estatal, Bhopal, en la zona horaria UTC +5:30.

## Demografía
Según estimación 2010 contaba con una población de 208 762 habitantes.